# Johannes Näbbelin
Johannes Näbbelin (it. Filo Sganga. På svenska även kallad Bruno Farin, Ludde Spinnson, Johannes Hum, Ernst och Greger) är en seriefigur i Kalle Ankas universum, skapad av Romano Scarpa. Figuren har i Sverige förekommit mestadels i Kalle Ankas Pocket, och översättarna har inte varit konsekventa när det gäller hans namn. Näbbelin är vän och kollega till Gittan och affärskonkurrent till Joakim von Anka.